# Winfarthing
Winfarthing is een civil parish in het bestuurlijke gebied South Norfolk, in het Engelse graafschap Norfolk met 503 inwoners.